# Brocken (Adelsgeschlecht)

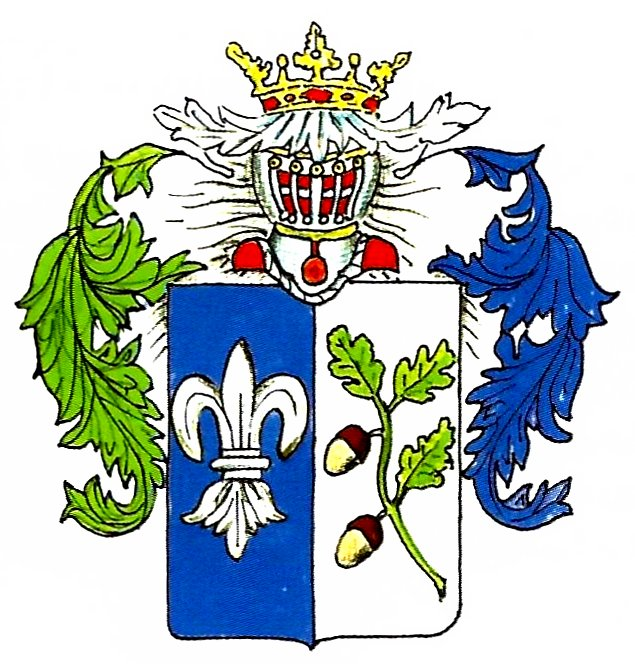
Koloriertes Wappen (1837)

Die Familie von Brocken war ein mecklenburgisches Adelsgeschlecht, das auf eine Lübecker bürgerliche Familie zurückgeht. Das Geschlecht ist erloschen.

## Geschichte
Die Familie ist zuerst in Lübeck nachgewiesen und kam wohl aus den Niederlanden. Das von in ihrem Namen war ursprünglich kein Adelsprädikat, sondern deutete, wie in Norddeutschland und den Niederlanden häufiger vorkommend, einen Herkunftsnamen an.
Claus von Brocken erwarb 1674 von der reformierten Gemeinde in Lübeck deren Grundstück vor dem Holstentor bei der Reiferbahn an der heutigen Schwartauer Allee. Nach gerichtlichen Auseinandersetzungen wurde die Eigentumsübertragung erst 1682 abgeschlossen. Hier eröffnete er 1683 die erste Kunst- und Handelsgärtnerei in Lübeck. Die gesicherte Stammreihe des Geschlechts beginnt mit seinem Sohn (oder Neffen?) Johann Mathias Brocken (* 20. August 1699; † 1735). Während die Gärtnerei vor dem Holstentor über Claus von Brockens Witwe an die Familie Steltzner, 1831 an die Familie Hartwig ging und noch bis ins 20. Jahrhundert als Vorwerker Baumschulen existierte, machten seine Nachkommen eigene Gärtnereien vor dem Mühlentor und beim St.-Jürgen-Kirchhof auf. Dazu gehörten Christian von Brocken (1730–1788) sowie die im Adressbuch von 1798 verzeichneten Christian Hermann von Brocken und Friedrich von Brocken. Das Hauptabsatzgebiet war Russland. Johann Friedrich von Brocken (* 1797) trat 1824 in das Kollegium der Novgorodfahrer ein und war 1853 bei der Gründung der Kaufmannschaft zu Lübeck dessen wortführender Ältermann. Die Firmen Albert Lindberg, vormals Christian von Brocken Gärtnerei, Samenhandlung und Baumschule, Ratzeburger Allee 8 (später 11), sowie Friedrich von Brocken & Söhne, Kunst- und Handelsgärtnerei, Samenhandlung, Friedrich Wilhelmstraße (heute Stresemannstraße) 22, bestanden noch bis zum Ende des 19. Jahrhunderts.
Georg Philipp von Brocken (* 1798 in Lübeck; † 1878 Dobbin) kam nach Mecklenburg und erwarb hier Grundbesitz. Er wurde zum Domänenrat ernannt und erhielt am 8. Mai oder nach anderen genealogischen Nachweisen am 18. Mai 1858 die mecklenburg-schwerinsche Anerkennung seines (behaupteten) niederländischen Adels durch Großherzog Friedrich Franz II.

### Besitzungen
- Bauerkuhl (Gemeinde Brunow) 1820er Jahre[9]
- Klein Strömkendorf (Gemeinde Am Salzhaff) 1832–1840.[10]
- Dobbin mit Zietlitz 1853–1900
- Hohen Luckow 1840–1945 (100 ha groß; ab 1918 im Erbgang an Christa von Langen, geb. von Brocken;  namentlich v. Brocken`sche Hauswirtschaft)[11]
- Pötenitz mit Volkstorf 1902–1945

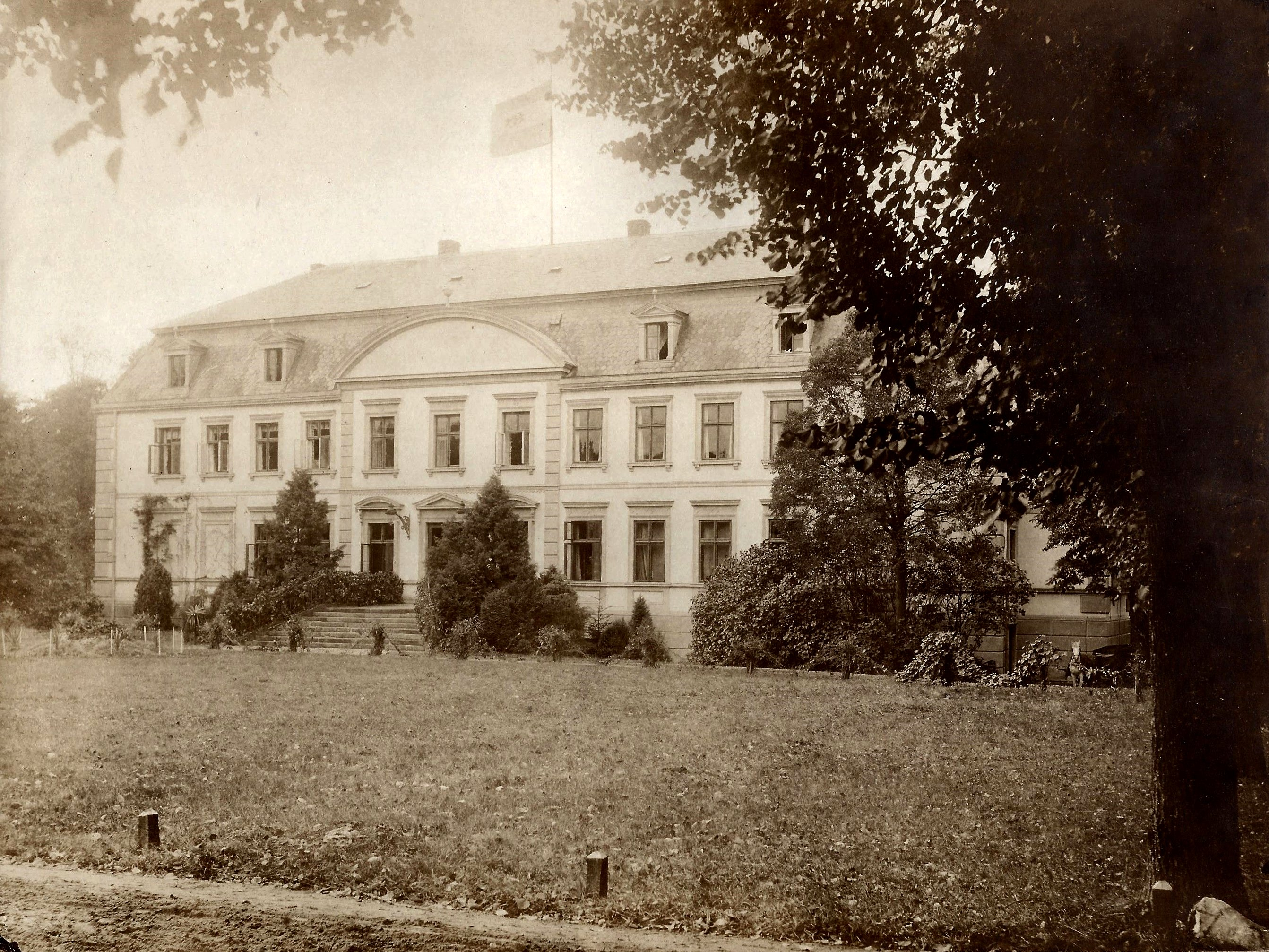
Dobbin (vor 1914)
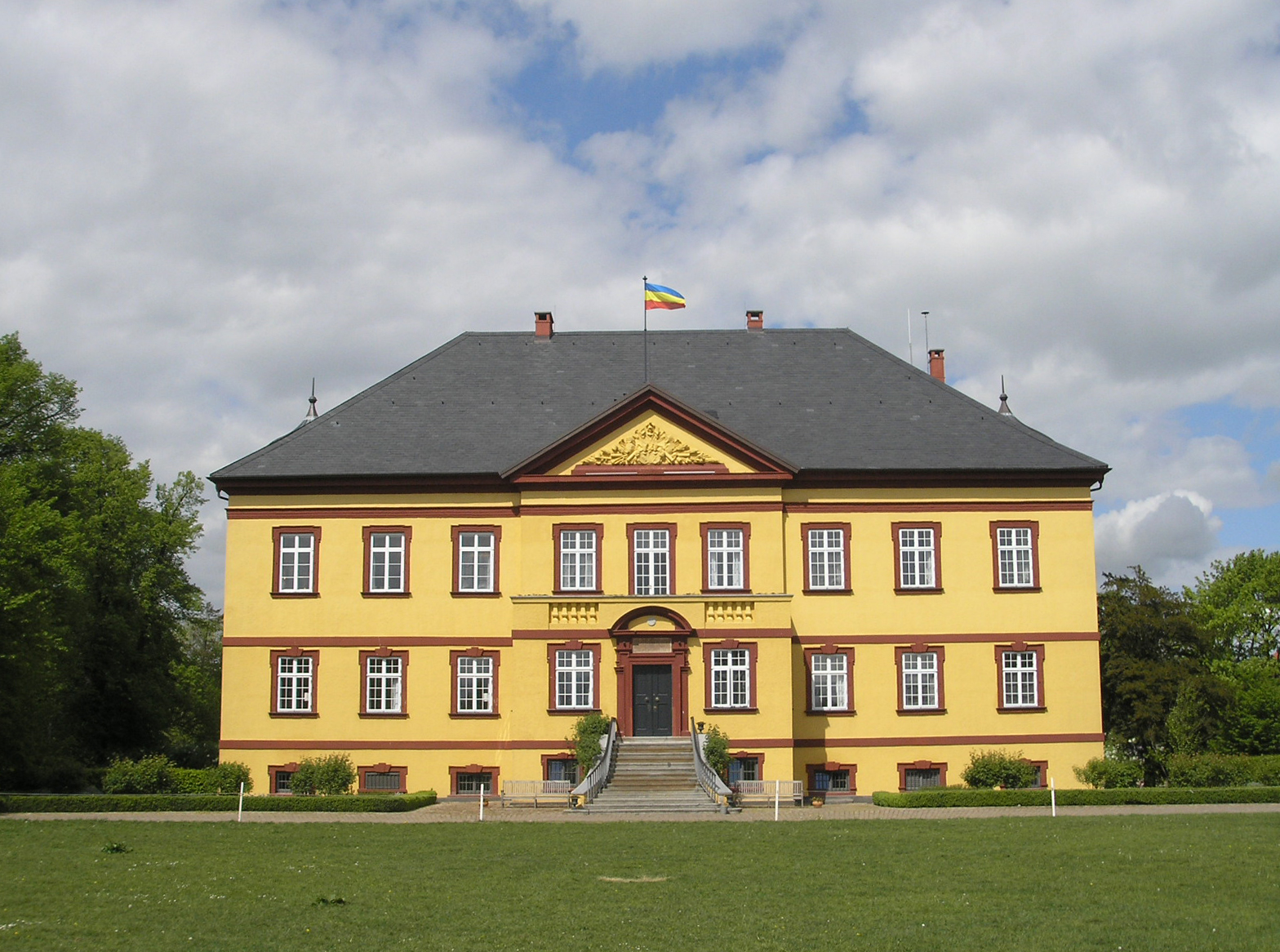
Hohen Luckow (2006)
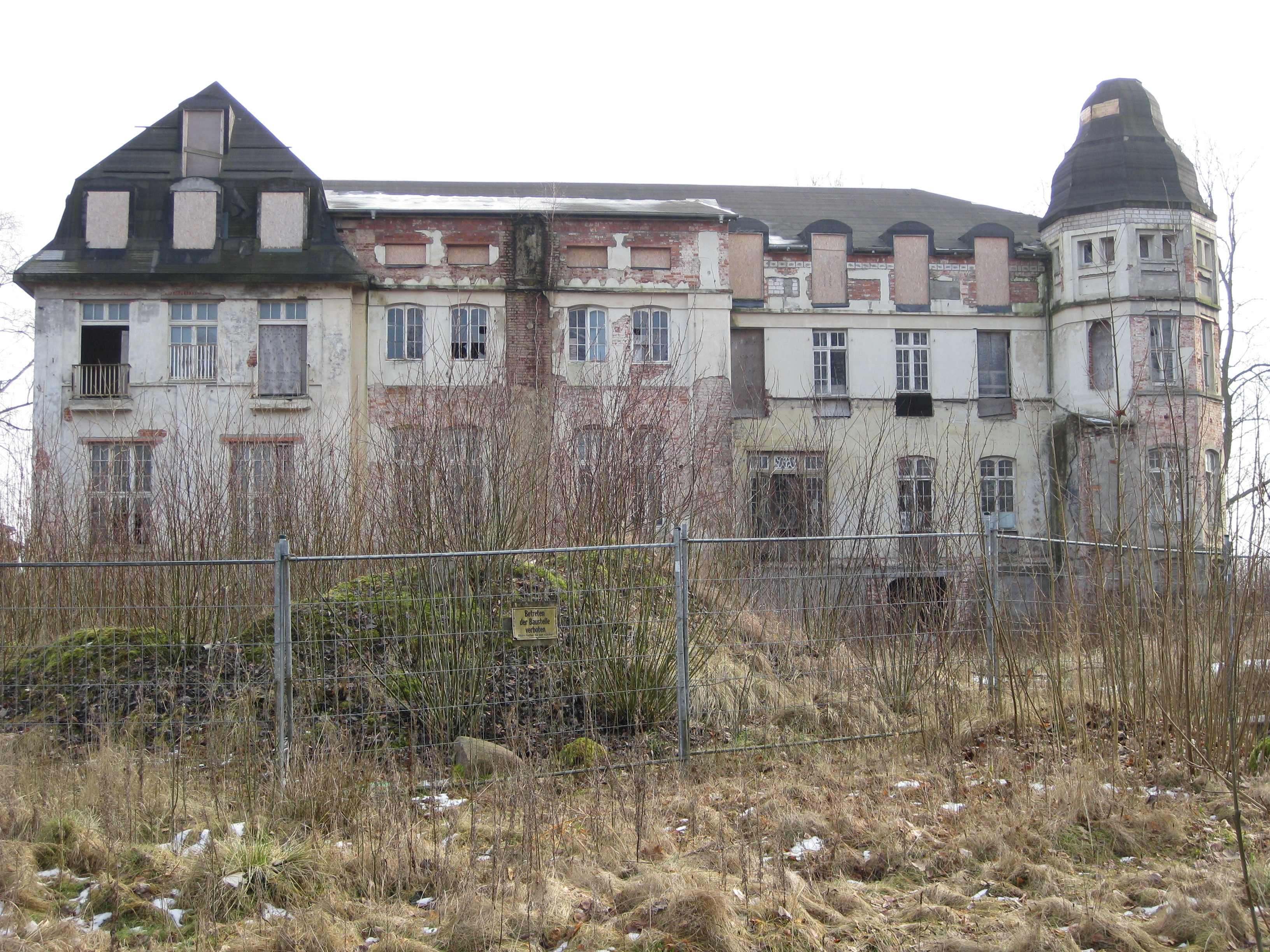
Pötenitz (2009)

## Wappen
Das gespaltene Wappen zeigt vorn in Blau eine silberne Lilie, hinten in Silber einen grünen Eichenzweig mit drei Blättern und zwei nach rechts hängenden Eicheln. Auf dem gekrönten Helm zwischen einem offenen blauen Adlerflug die silberne Lilie. Die Helmdecken sind silber und blau.

## Namensträger

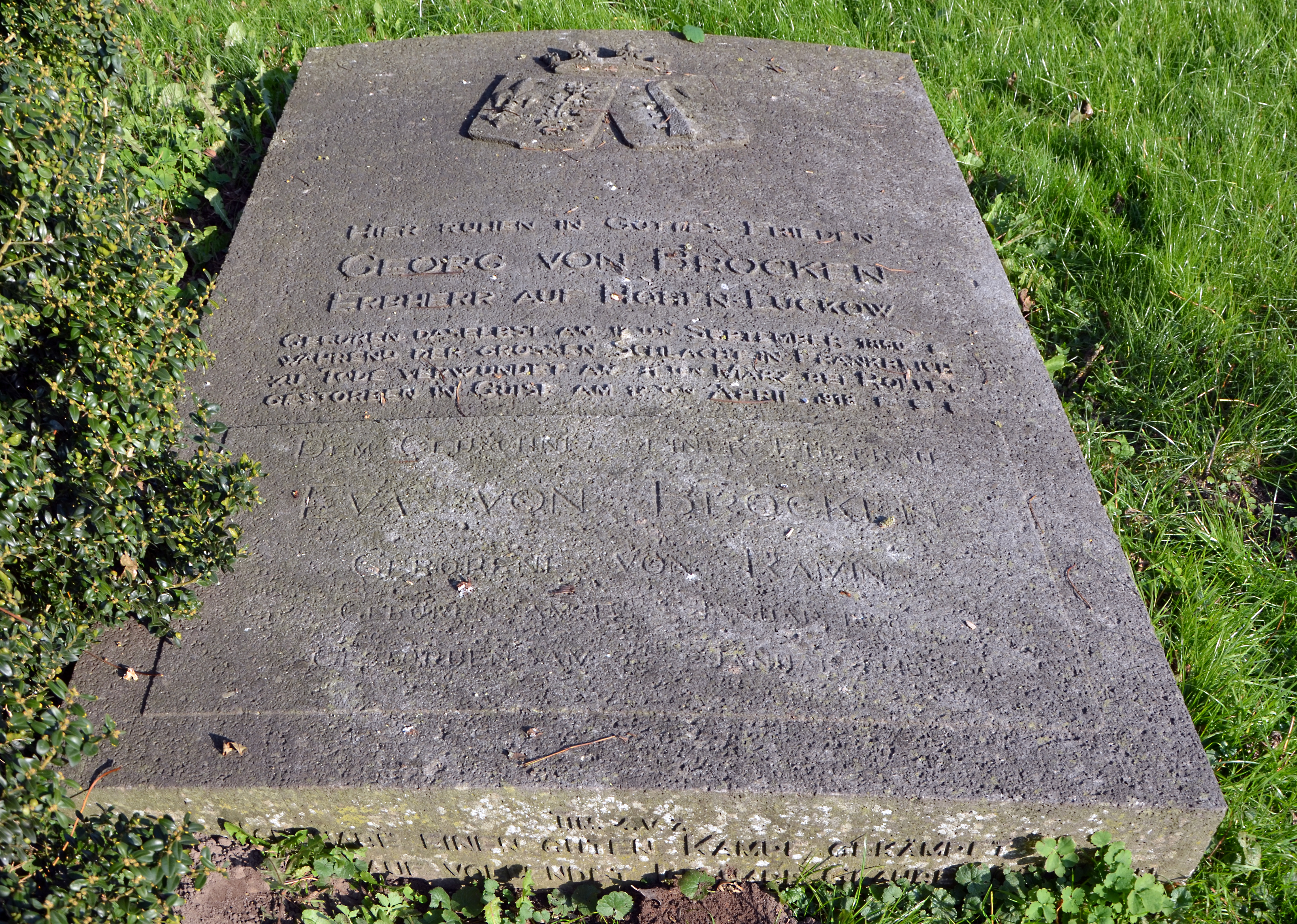
Grab von Georg († 1918) und Eva von Brocken in Hohen Luckow

- Georg Philipp von Brocken (1798–1878), Domänenrat, auf Hohen Luckow und Dobbin ⚭ Sophie, geb. von Schmidt (1800–1889)[12]
  - (Carl Adolf) Georg von Brocken (1828–1891) auf Hohen Luckow und Dobbin ⚭ Ida Karoline,[13] geb. Freiin von Fritsch (1833–1907)
    - Sophie von Brocken ⚭ Heinrich[14] von der Heyde
    - Anna von Brocken ⚭ Hans von Plüskow, Schloßhauptmann, Kammerherr, Oberst a. D.
    - Georg von Brocken (* 1860; gefallen 1918 in Frankreich) auf Hohen Luckow[15], ⚭ Eva, geb. von Ramin (1868–1946)
      - Christa von Brocken  (1892–1975) ⚭ Carl-Friedrich von Langen

    - Auguste (Asta)[16] von Brocken (1869–1938) ⚭ Georg von Alten (1875–1950), Generalmajor a. D.
    - Anton von Brocken (1871–1931)[17] auf Dobbin, ab 1902 auf Pötenitz und Volkstorf[18], Rechtsritter des Johanniterordens ⚭ Armgard, geb. von Biel a.d.H. Kalkhorst (1875–1974)

## Monumente
- Grabkapelle an der Dorfkirche Dobbin